# Келлі О'Гара
Келлі О'Гара   (англ. Kelley O'Hara, 4 серпня 1988) — американська футболістка, олімпійська чемпіонка.

## Виступи на Олімпіадах
| Олімпіада   | Дисципліна | Місце |
| ----------- | ---------- | ----- |
| Лондон 2012 | футбол     | 1     |

## Особисте життя
Була однією з багатьох ЛГБТ-спортсменок, які брали участь у чемпіонаті світу 2019. Під час міжсезоння проживає зі своєю партнеркою у Вашингтоні.